# تگزاس هالیوود
تگزاس هالیوود (انگلیسی: Texas Hollywood) یک پارک تفریحی موضوعی به سبک وسترن در استان آلمریا در اسپانیا است که در اوایل دهه ۱۹۷۰ ساخته شد و در چند کیلومتری شمال بزرگراه N-340 در نزدیکی شهر تابرناس قرار دارد.
در حوالی سال ۱۹۷۷، یک بدلکار به نام «رافا مولینا»، این مجموعه را به مبلغ ۶٬۰۰۰ دلار آمریکا خرید تا در صورت استفاده از این مجموعه برای ساخت فیلم‌ها، فرصت‌های شغلی خود را بهبود بخشد. از اوایل دهه ۱۹۸۰، او از بازدیدکنندگان مبلغی برای بازدید از مجموعه دریافت می‌کرد. تیراندازی‌های ساختگی و نزاع‌های میخانه‌ای بعداً اضافه شد و یکی از ساختمان‌ها به یک سالن کامل برای فروش آبجو تبدیل شدکه اکنون با نام «فورت براوو» شناخته می‌شود.
معماری ساختمان در تگزاس هالیوود داری دو سبک متفاوت است که در دو بخش و محوطۀ مختلف قرار دارند. مجموعه وسترن دارای یک آهنگری و نعل‌بندی، زندان، هتل، چوبه دار و ساختمان‌های چوبی از دوران غرب وحشی آمریکاست. مجموعه اسپانیایی شامل یک میدان شهر، یک کلیسا، و خانه‌هایی است که در یک پوئبلو مکزیکی یافت می‌شود. هالیوود تگزاس همچنان یک مجموعه فعال تولید و ساخت فیلم است.
بخش‌هایی از سریال تلویزیونی شهبانوی شمشیرها و همچنین یک قسمت از دکتر هو در اینجا فیلمبرداری شد.